# قشلاق (زياران)
قشلاق (بالفارسية: قشلاق) هي قرية تقع في إيران في قسم زیاران الریفي. يقدر عدد سكانها بـ 4,315 نسمة .